# A Table Alphabeticall

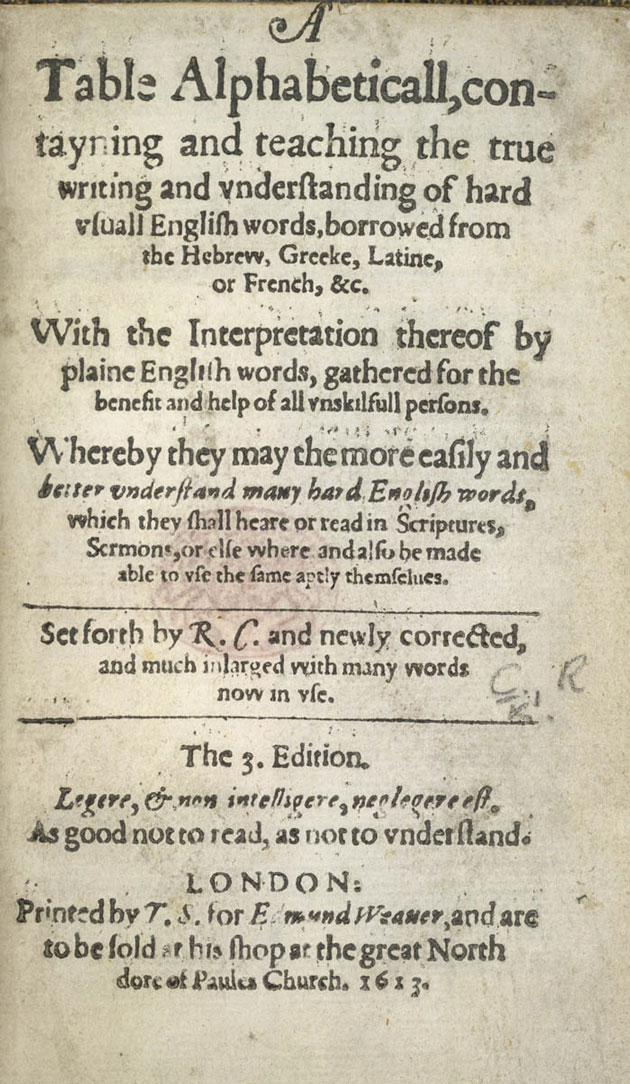
Titelblatt von A Table Alphabeticall von Robert Cawdrey

A Table Alphabeticall war das erste einsprachige Wörterbuch der englischen Sprache. Es wurde 1604 von dem Schullehrer Robert Cawdrey, unterstützt von seinem Sohn Thomas, in London veröffentlicht.

## Wörterbuch

### Absicht
Die Titelseite gibt an, was Cawdrey beabsichtigte:
“A Table Alphabeticall, conteyning and teaching the true writing, and vnderstanding of hard vsuall English wordes, borrowed from the Hebrew, Greeke, Latine, or French. &c.”
“Eine alphabetische Liste, die die wahre Schreibung und das Verständnis schwieriger gewöhnlicher Wörter des Englischen, die aus dem Hebräischen, Griechischen, Lateinischen oder Französischen usw. stammen, enthält und lehrt.”
“With the interpretation thereof by plaine English words, gathered for the benefit & helpe of Ladies, Gentlewomen, or any other vnskilfull persons.”
„Mit einer Erläuterung durch einfache englische Wörter, gesammelt zum Nutzen und zur Hilfe von Damen, Gentlewomen oder jeder anderen ungeübten Person.“
“Whereby they may the more easilie and better vnderstand many hard English wordes, which they shall heare or read in Scriptures, Sermons, or elswhere, and also be made able to vse the same aptly themselues.”
„Wodurch sie einfacher und besser viele schwierige englische Wörter verstehen können, die sie in Schriften, Predigten oder anderswo hören oder lesen werden, und die sie dann auch selbst treffend verwenden können“
In der Widmung nennt er zusätzlich Ausländer als potenzielle Nutzer, sowie Schulkinder, die so lateinische Wörter besser verstehen könnten. Cawdrey hatte auch den Anspruch, die Rechtschreibung von Fremdwörtern festzulegen.

### Eine Innovation: die alphabetische Anordnung
Im englischen Sprachraum waren zum ersten Mal die Wörter in der Konkordanz zu der Bibelübersetzung von John Wyclif vollständig nach dem Alphabet angeordnet worden. Das Verfahren war aber für die Nutzer noch ungewohnt; selbst Cawdrey unterliefen dabei noch Fehler. Er riet im Vorwort seinen Lesern, zunächst das Alphabet zu lernen, um von seinem Wörterbuch zu profitieren. So müsse man etwa den Buchstaben b gegen Anfang, n in der Mitte und t gegen Ende suchen. Beim zweiten Buchstaben eines Wortes müsse man dann genauso verfahren. So selbstverständlich sich das heute anhört, wich Cawdrey mit dieser Innovation von seinen Vorgängern ab. In früheren Glossaren waren zwar etwa alle Wörter auf a versammelt, diese Wörter dann aber ungeordnet abgedruckt worden. In Cawdreys Version umfasst das Alphabet 20 Buchstaben. Es fehlen J, das I geschrieben wird, sowie U, das V geschrieben wird. Kein Wort beginnt mit K, W, X oder Y.

### Umfang
Im vorhergehenden halben Jahrhundert waren zahlreiche Fremdwörter in die englische Sprache gelangt. A Table Alphabeticall war mit 2521 Einträgen (andere Quellen sprechen von 2543) eher kurz. Durch Zusammenfassung von zwei oder mehr Einträgen mit einer Definition (z. B. abbreviat/abbridge; „abkürzen“) oder Querverweise (heathen, siehe Gentile; „Heide“) reduziert sich die Gesamtzahl definierter Wörter auf 2449. Ob sämtliche Wörter tatsächlich zur damaligen Zeit „schwierig“ waren, ist unter Sprachwissenschaftlern umstritten. Cawdrey hielt auch nicht immer sein Prinzip durch, schwierige Wörter durch einfachere zu erklären (etwa erläuterte er affirme, „bekräftigen“, durch auouch, acertaine). Das Wörterbuch enthielt auch Abkürzungen. Mit (g) markierte Cawdrey Wörter griechischer Herkunft, mit § Wörter französischer Herkunft. Der Rest stammte meist aus dem Lateinischen. (k) steht für kind of („eine Art von“), etwa in barbell, (k) fish. Die Definitionen sind jedoch meist sorgfältiger gearbeitet als in den bis dahin üblichen lateinisch-englischen Wörterbüchern.
A Table Alphabeticall wurde schnell populär und erlebte vier Auflagen, in der letzten Ausgabe von 1617 erweitert auf 3264 Einträge. In der Folge erschienen bald zahlreiche weitere Wörterbücher für schwierige Wörter (dictionaries of hard words).